# Kunstgalerie Maribor

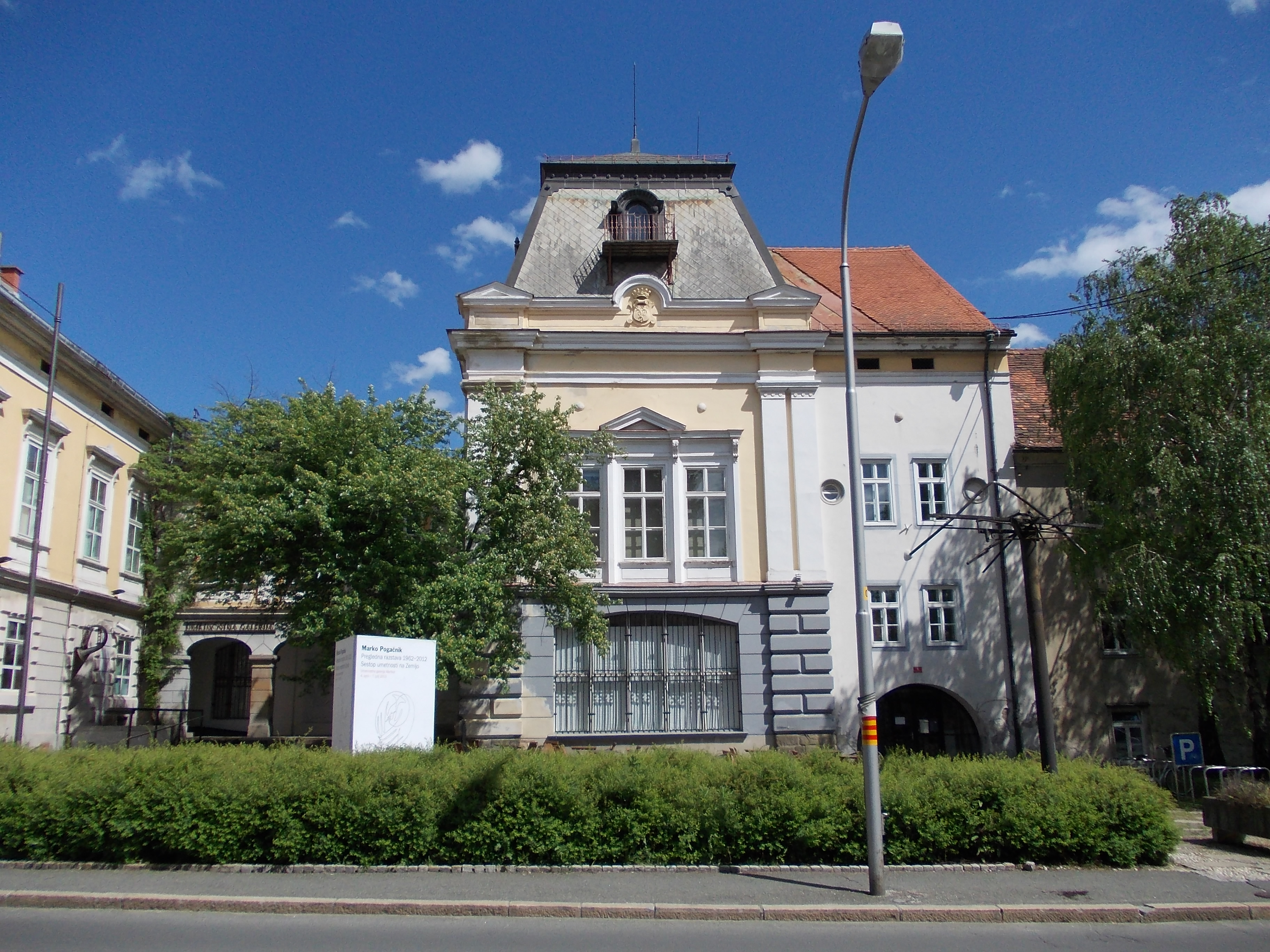
Umetnostna galerija Maribor, Eingangsbereich 2013

Die Kunstgalerie Maribor (slowenisch Umetnostna galerija Maribor, UGM) ist ein Kunstmuseum in Maribor in Slowenien, die Werke der modernen und zeitgenössischen Kunst slowenischer Künstler und Künstlerinnen vom Ende des 19. Jahrhunderts bis zur Gegenwart zeigt. Die Galerie ist mit ihrer Sammlung von mehr als 7000 Kunstwerken eines der wichtigsten Kunstmuseen des Landes. Zusätzlich zu Malerei, Skulptur und Druckgrafik werden Fotografien, Videokunst, Multimediainstallationen und interaktive Kunstprojekte präsentiert. Die UGM fungiert als regionales Museum der Gemeinde Maribor, welche die Einrichtung ins Leben gerufen hat, sowie des Großraums Nordostslowenien. Das Museum unterhält eine umfangreiche Bibliothek mit einem Archiv.

## Geschichte
Als die UGM 1954 gegründet wurde, erhielt Maribor damit die erste professionelle Institution, die sich als Museum mit moderner Kunst befasste. Mit der Unterbringung der Galerie in dem Gebäude an der Ecke Strossmayerova ulica/Orožnova ulica erwarb die UGM etwa 800 m² Ausstellungsfläche.
Der zentrale Ausstellungsbereich befindet sich in einer ehemaligen Kirche des Cölestinerklosters aus der 2. Hälfte des 18. Jahrhunderts und in einem bürgerlichen Palais aus der 1. Hälfte des 19. Jahrhunderts.

## Ausstellungsorte
Zusätzlich zum Haupthaus im Gebäude an der Strossmayerova betreibt das Museum das UGM Studio für Wechselausstellungen im Stadtzentrum am Platz Trg Leona Štuklja. Außerdem verwaltet es die Freilichtskulpturensammlung Forma Viva im Stadtpark und an anderen Orten in Maribor.